# Valter Fevrell
Walter (Valter) Fredrik Teodor Fevrell, född 14 januari 1876 i Uppsala, död 2 november 1961 i Stockholm, var en svensk skolman.
Fevrell, som var prästson, studerade vid Uppsala universitet och blev filosofie kandidat 1898, filosofie licentiat 1908 samt disputerade för filosofie doktorsgrad 1909. Han var lärare vid Lundsbergs skola 1900–1901 och 1902–1907 samt undervisade i bland annat psykologi, logik och pedagogik vid flera läroanstalter i Stockholm 1908–1942. Fevrell var 1914–1943 lektor i pedagogik vid Högre lärarinneseminariet. Han var vidare föreståndare för Statens biografbyrå 1911–1914.
Fevrell var föreläsare i psykologi vid Föreningen för norrländsk hembygdsforskning i Härnösand 1915–1921 och styrelseledamot i föreläsningsföreningen för svenska armén och marinen. Han skrev talrika artiklar och föredrag i uppfostrings- och biograffrågor, bland annat vid 11:e Nordiska skolmötet i Kristiania 1920. Fevrell var även verksam inom folkbildningsarbetet.
Valter Fevrell var medlem av det svenska högerextrema Samfundet Manhem och de båda pronazistiska organisationerna Riksföreningen Sverige-Tyskland och Gymniska Förbundet. Hans bror, överstelöjtnant Emil Fevrell tillhörde en av de framträdande svenska överklassnazisterna som uppvaktade Adolf Hitler i Berlin på dennes 50-årsdag den 20 april 1939 .
Valter Fevrell var liksom bröderna Thore och Emil söner till filosofie doktor Theodor Carlson, komminister i Oscars församling i Stockholm, och dennes hustru Emma Febvrel. Han var gift med Ingrid Key-Åberg, som var dotter till Algot Key-Åberg. Han ligger begraven på Norra begravningsplatsen i Solna kommun.